# Домброва (Келецький повіт)
Домброва (пол. Dąbrowa) — село в Польщі, у гміні Маслув Келецького повіту Свентокшиського воєводства.
Населення — 1073 особи (2011).
У 1975-1998 роках село належало до Келецького воєводства.

## Демографія
Демографічна структура на день 31 березня 2011 року:
|          | Загалом | Допрацездатний вік | Працездатний вік | Постпрацездатний вік |
| -------- | ------- | ------------------ | ---------------- | -------------------- |
| Чоловіки | 524     | 87                 | 384              | 53                   |
| Жінки    | 549     | 94                 | 348              | 107                  |
| Разом    | 1073    | 181                | 732              | 160                  |